# Günter Stein (Mediziner)
Günter Stein (* 21. Oktober 1937 in Forst (Lausitz)) ist ein deutscher Internist (Nephrologe) und Medizinfunktionär.

## Leben
Günter Stein wuchs in Lübbenau/Spreewald auf. Nach dem Abitur an der Oberschule in Calau studierte er ab 1955 an der Friedrich-Schiller-Universität Jena Medizin (Staatsexamen 1960, Approbation 1962). 1962 promovierte er zum Dr. med., Titel seiner Dissertation war Zur Frage der Wesensänderung bei symptomatischer Epilepsie. Mitte der 1960er Jahre war er zwei Jahre lang im Krankenhaus von Chake-Chake auf der Insel Pemba (Tansania) tätig, davon mehrere Monate als ärztlicher Leiter. 1968 wurde er Facharzt für Innere Medizin, 1970 im Teilgebiet Nephrologie. 1976 wurde er Oberarzt am Universitätsklinikum Jena. 1977 habilitierte er sich für das Fach Innere Medizin, 1979 wurde er Hochschuldozent, ab 1980 leitete er die Abteilung für Nephrologie und Dialyse.
1988 erhielt Stein eine außerplanmäßige Professur, 1990 wurde er Direktor der Klinik für Innere Medizin IV mit den Schwerpunkten Nephrologie, Rheumatologie, Osteologie und Pneumologie. 1992 wurde er Universitätsprofessor. Von 1990 bis 1995 war er Ärztlicher Direktor des Universitätsklinikums Jena, von 1997 bis 1999 war er Dekan der Medizinischen Fakultät. 2002 ging Stein in den Ruhestand, bis 2004 war er aber noch kommissarischer Direktor der Klinik für Innere Medizin III. Insgesamt war er fast 45 Jahre lang in der Inneren Medizin der Friedrich-Schiller-Universität Jena tätig.
Von 2003 bis 2015 war Stein Vorsitzender der Akademie für ärztliche Fort- und Weiterbildung der Landesärztekammer Thüringen.

## Wirken
Stein befasste sich wissenschaftlich mit zahlreichen Themen der Nephrologie: künstlicher Organersatz und Biomaterialien, chronische Niereninsuffizienz und Dialyse, Spurenelement- und Vitaminhaushalt von Dialysepatienten, Adsorption von endogenen und exogenen Substanzen, Kalziumphosphatstoffwechsel und Vitamin-D-Haushalt, interstitielle Nierenfibrose, Zellzyklusproteine als Modulatoren im Zellproliferationsprozess, Zytokine als Mediatoren der chronischen Bindegewebsproliferation, Störungen des Hormonhaushalts bei eingeschränkter Nierenfunktion, Regulation der renalen Synthese von 1,25-Dihydroxycholecalciferol, pulsatile Sekretion von Parathormon und deren Beeinflussung durch 1,25-Dihydroxycholecalciferol, Pharmakokinetik- und -dynamik von Hirudin, Einfluss von Homozystein, Methylmalonsäure, Cystathionin und Methylzitronensäure auf das Fortschreiten der chronischen Niereninsuffizienz, auf kardiovaskuläre Prozesse, auf den Haushalt von Vitamin B, Pathogenese der Advanced Glycosylation Endproducts bei Diabetikern, chronisch niereninsuffizienten Patienten, Dialysepatienten und Nierentransplantierten.

## Auszeichnungen (Auswahl)
- 1997 Bundesverdienstkreuz am Bande
- 1999 Mitglied der Leopoldina[1]
- 2009 Franz-Volhard-Medaille der Deutschen Gesellschaft für Nephrologie
- 2014 Ernst-von-Bergmann-Plakette[2]
- 2017 Paracelsus-Medaille[3]